# Малиша (бомба)
Малиша (енгл. Little Boy) је био кодни назив за атомску бомбу бачену на јапански град Хирошиму, 6. августа 1945, у 9:15 по локалном времену, из авиона Енола Геј (Б-29 Супертврђава). Авионом је пилотирао пуковник Пол Тибетс из 393. бомбардерског ескадрона Ратног ваздухопловства Сједињених Америчких Држава. То је била прва атомска бомба искоришћена као оружје. Бачена је три дана пре друге бомбе, Дебељка, која је бачена на Нагасаки.
Ова бомба је развијена у оквиру Пројекта Менхетн током Другог светског рата. Њена експлозивна сила потиче од нуклеарне фисије уранијума 235. Бомбардовање Хирошиме је представљало другу вештачки изазвану нуклеарну експлозију у историји (прва је била проба Тринити), као и прва детонација базирана на уранијуму. Приближно 600 милиграма масе је претворено у енергију. Бомба је експлодирала на висини од око 600 метара и развила разорну снагу еквивалентном између 13 и 18 килотона ТНТ (процене варирају) и усмртила је приближно 220.000 људи. Њен дизајн није претходно тестиран (за разлику од друге бомбе, Дебељка), услед чињенице да је обогаћени уранијум у то доба био врло редак па су га Сједињене Државе штеделе.